# Estación de Puebla de Valverde
Puebla de Valverde es una estación ferroviaria situada en el municipio español de La Puebla de Valverde, en la provincia de Teruel, comunidad autónoma de Aragón. Cuenta con servicios de media distancia operados por Renfe. 

## Situación ferroviaria
Está situada en el punto kilométrico 159,2 de la línea férrea española que une Zaragoza con Sagunto por Teruel, a 1165 metros de altitud, entre las estaciones de Puerto Escandón y Sarrión. El kilometraje se corresponde con el histórico trazado entre Calatayud y Valencia, tomando la primera como punto de partida. El tramo es de vía única y está sin electrificar.

## Historia
La estación fue puesta en funcionamiento el 3 de noviembre de 1900 con la apertura del tramo Barracas-Puerto Escandón de la línea que pretendía unir Calatayud con Valencia.
Las obras corrieron a cargo de la Compañía del Ferrocarril Central de Aragón. En 1941, con la nacionalización de la totalidad de la red ferroviaria la estación pasó a ser gestionada por RENFE. Desde el 31 de diciembre de 2004 Adif es la titular de las instalaciones.

## La estación
La próxima puesta en servicio de un apartadero de más de 750 m, apto para cruces de trenes de mercancías, hace de esta estación una de las más importantes del tramo Teruel-Sagunto. El edificio de viajeros, de reducidas dimensiones y cuatro vanos por costado, es similar al de estaciones como Paracuellos, Morata, Fuentes de Jiloca y Luco de Jiloca, Villafeliche, Murero-Manchones y Villafranca del Campo.
Se encuentra a 2 km de las primeras casas de la población, por una carretera local que cruza la A-23 primero y la N-234 después.

## Servicios ferroviarios

### Media distancia
En la estación se detiene un MD de la serie 599 de Renfe que une Zaragoza con Valencia. En sentido contrario prolonga el viaje hasta Huesca.
| Línea | Trenes | Origen/Destino           |  | Destino/Origen |
| ----- | ------ | ------------------------ |  | -------------- |
| 49    | MD     | Zaragoza-Delicias Huesca |  | Valencia-Norte |